# جائزة دينين الكبرى 2024
جائزة دينين الكبرى 2024 (بالفرنسية: Grand Prix de Denain 2024)‏ هو سباق دراجات هوائية، وهو الموسم الخامس والستين من جائزة دينين الكبرى، وأقيم في 14 مارس 2024 ضمن سباقات سلسلة سباقات الاتحاد الدولي للدراجات للمحترفين 2024.
فاز بالمركز الأول Jannik Steimle ‏، وفاز بالمركز الثاني Cériel Desal ‏، وفاز بالمركز الثالث دريس فان جيستل.

## الفرق
| فرق عالمية (9)- Alpecin-Deceuninck - Arkéa-B&B Hotels - Cofidis - Decathlon-AG2R La Mondiale - Groupama-FDJ - Intermarché-Wanty - Soudal Quick-Step - Team Jayco AlUla - UAE Team Emirates فرق برو (7)- بنجوال باوليز ساوكس دبليو بي ‏ - أوسكالتيل أوسكادي 2024 ‏ - Lotto Dstny - Q36.5 Pro Cycling Team ‏ - Unibet Tietema Rockets ‏ - سبورت فلاندرين بالويس ‏ - TotalEnergies فرق قارية (4)- CIC U Nantes Atlantique ‏ - Nice Métropole Côte d'Azur ‏ - إتش بي بي تي بي – أوبير 93 ‏ - Van Rysel–Roubaix ‏ |  |
| |  |

## المشاركون
| UAE Team Emirates UAD | UAE Team Emirates UAD | UAE Team Emirates UAD |
| --------------------- | --------------------- | --------------------- |
| م                     | عداء                  | مرتبة                 |
| 1                     | خوان سباستيان مولانو  | 77                    |
| 2                     | فيليبو بارونسيني      | لم يكمل السباق        |
| 3                     | مايكل فينك ‏           | 62                    |
| 4                     | António Morgado ‏      | 14                    |
| 5                     | إيفو أوليفيرا (طريق)  | لم يكمل السباق        |
| 6                     | Nils Politt ‏          | 39                    |
| 7                     | ألفارو هودج           | لم يكمل السباق        |

| Soudal Quick-Step SOQ | Soudal Quick-Step SOQ | Soudal Quick-Step SOQ |
| --------------------- | --------------------- | --------------------- |
| م                     | عداء                  | مرتبة                 |
| 11                    | يفيس لامارت           | 17                    |
| 12                    | Ayco Bastiaens ‏       | لم يكمل السباق        |
| 13                    | Gil Gelders ‏          | 74                    |
| 14                    | Pepijn Reinderink ‏    | لم يكمل السباق        |
| 15                    | Bert Van Lerberghe ‏   | لم يكمل السباق        |
| 16                    | Warre Vangheluwe ‏     | 69                    |
| 17                    | Jordi Warlop ‏         | لم يكمل السباق        |

| Team Jayco AlUla JAY | Team Jayco AlUla JAY           | Team Jayco AlUla JAY |
| -------------------- | ------------------------------ | -------------------- |
| م                    | عداء                           | مرتبة                |
| 21                   | ماكس والشيد                    | 45                   |
| 22                   | اموند جروندل يانسن             | 31                   |
| 23                   | Jan Maas (cyclist, born 1996) ‏ | 78                   |
| 24                   | Kelland O'Brien ‏               | 24                   |
| 25                   | Blake Quick ‏                   | 65                   |
| 26                   | Elmar Reinders ‏                | 46                   |

| Alpecin-Deceuninck ADC | Alpecin-Deceuninck ADC | Alpecin-Deceuninck ADC |
| ---------------------- | ---------------------- | ---------------------- |
| م                      | عداء                   | مرتبة                  |
| 31                     | Lars Boven ‏            | 51                     |
| 32                     | صموئيل غيز ‏            | لم يكمل السباق         |
| 33                     | Timo Kielich ‏          | 30                     |
| 34                     | Oscar Riesebeek ‏       | لم يكمل السباق         |
| 35                     | Fabio Van den Bossche ‏ | 76                     |
| 36                     | Stan Van Tricht ‏       | 42                     |
| 37                     | Simon Dehairs ‏         | 9                      |

| Arkéa-B&B Hotels ARK | Arkéa-B&B Hotels ARK | Arkéa-B&B Hotels ARK |
| -------------------- | -------------------- | -------------------- |
| م                    | عداء                 | مرتبة                |
| 41                   | Luca Mozzato ‏        | 27                   |
| 42                   | ألان ريو ‏            | لم يكمل السباق       |
| 43                   | أموري كابيو          | 10                   |
| 44                   | دانيال مكلاي         | لم يكمل السباق       |
| 45                   | Nicolas Milesi ‏      | لم يكمل السباق       |
| 46                   | ميشيل رييس           | لم يكمل السباق       |
| 47                   | Florian Dauphin ‏     | 57                   |

| Cofidis COF | Cofidis COF              | Cofidis COF    |
| ----------- | ------------------------ | -------------- |
| م           | عداء                     | مرتبة          |
| 51          | Stanisław Aniołkowski ‏   | 48             |
| 52          | بيت اليجارت              | 20             |
| 53          | Nolann Mahoudo ‏          | لم يكمل السباق |
| 54          | Christophe Noppe ‏        | 70             |
| 55          | Milan Fretin ‏            | 63             |
| 56          | Oliver Knight (cyclist) ‏ | لم يكمل السباق |
| 57          | ايمي دي جندت             | 8              |

| Decathlon-AG2R La Mondiale DAT | Decathlon-AG2R La Mondiale DAT | Decathlon-AG2R La Mondiale DAT |
| ------------------------------ | ------------------------------ | ------------------------------ |
| م                              | عداء                           | مرتبة                          |
| 61                             | سام بينيت                      | 11                             |
| 62                             | إيدفالد بواسون هاغن            | 37                             |
| 63                             | Jordan Labrosse ‏               | 41                             |
| 64                             | Paul Lapeira ‏                  | 72                             |
| 66                             | دامين توزي                     | لم يبدأ                        |
| 67                             | Baptiste Veistroffer ‏          | 49                             |

| Groupama-FDJ GFC | Groupama-FDJ GFC  | Groupama-FDJ GFC |
| ---------------- | ----------------- | ---------------- |
| م                | عداء              | مرتبة            |
| 71               | Lewis Askey ‏      | 53               |
| 72               | ستيفان كونغ       | 26               |
| 73               | Eddy Le Huitouze ‏ | 86               |
| 74               | Enzo Paleni ‏      | 67               |
| 75               | مارك ساريو        | لم يكمل السباق   |
| 76               | Matt Walls ‏       | لم يكمل السباق   |
| 77               | Titouan Fontaine ‏ | لم يكمل السباق   |

| Intermarché-Wanty IWA | Intermarché-Wanty IWA | Intermarché-Wanty IWA |
| --------------------- | --------------------- | --------------------- |
| م                     | عداء                  | مرتبة                 |
| 81                    | Huub Artz ‏            | 35                    |
| 82                    | Alexy Faure Prost ‏    | لم يكمل السباق        |
| 83                    | آرنه ماريت ‏           | 50                    |
| 84                    | هوغو بيج ‏             | 5                     |
| 85                    | أدريان بيتي           | لم يكمل السباق        |
| 86                    | Laurenz Rex ‏          | 15                    |
| 87                    | Tim Rex‏               | لم يكمل السباق        |

| بنجوال باوليز ساوكس دبليو بي ‏ BWB | بنجوال باوليز ساوكس دبليو بي ‏ BWB | بنجوال باوليز ساوكس دبليو بي ‏ BWB |
| --------------------------------- | --------------------------------- | --------------------------------- |
| م                                 | عداء                              | مرتبة                             |
| 91                                | Luca De Meester ‏                  | 82                                |
| 92                                | Cériel Desal ‏                     | 2                                 |
| 93                                | BEL                               | 66                                |
| 94                                | Jens Reynders ‏                    | 52                                |
| 95                                | Kenneth Van Rooy ‏                 | لم يكمل السباق                    |
| 96                                | Nathan Vandepitte ‏                | لم يكمل السباق                    |
| 97                                | Jelle Vermoote ‏                   | لم يكمل السباق                    |

| أوسكالتيل أوسكادي ‏ EUS | أوسكالتيل أوسكادي ‏ EUS    | أوسكالتيل أوسكادي ‏ EUS |
| ---------------------- | ------------------------- | ---------------------- |
| م                      | عداء                      | مرتبة                  |
| 101                    | جون ابرستوري              | لم يكمل السباق         |
| 102                    | Andoni López de Abetxuko ‏ | لم يكمل السباق         |
| 103                    | Xabier Berasategi ‏        | 73                     |
| 104                    | Xabier Isasa ‏             | 44                     |
| 105                    | James Fouché ‏             | 23                     |
| 106                    | Gotzon Martín ‏            | 34                     |
| 107                    | Unai Zubeldia ‏            | لم يكمل السباق         |

| Lotto Dstny LTD | Lotto Dstny LTD    | Lotto Dstny LTD |
| --------------- | ------------------ | --------------- |
| م               | عداء               | مرتبة           |
| 111             | ارنو دي لاي        | 4               |
| 112             | سيباستيان غرينيار ‏ | لم يكمل السباق  |
| 113             | Milan Menten ‏      | لم يكمل السباق  |
| 114             | Alec Segaert ‏      | 22              |
| 115             | Liam Slock ‏        | 28              |
| 116             | Lionel Taminiaux ‏  | 13              |
| 117             | برنت فان موير      | 7               |

| Q36.5 Pro Cycling Team ‏ Q36 | Q36.5 Pro Cycling Team ‏ Q36 | Q36.5 Pro Cycling Team ‏ Q36 |
| --------------------------- | --------------------------- | --------------------------- |
| م                           | عداء                        | مرتبة                       |
| 121                         | Xabier Azparren ‏            | لم يكمل السباق              |
| 122                         | Fabio Christen ‏             | 61                          |
| 123                         | Szymon Sajnok ‏              | 56                          |
| 124                         | Cyrus Monk ‏                 | 40                          |
| 125                         | ماتيو موشيتي                | لم يكمل السباق              |
| 126                         | Jannik Steimle ‏             | 1                           |
| 127                         | Nickolas Zukowsky ‏ (طريق)   | لم يكمل السباق              |

| Unibet Tietema Rockets ‏ TDT | Unibet Tietema Rockets ‏ TDT | Unibet Tietema Rockets ‏ TDT |
| --------------------------- | --------------------------- | --------------------------- |
| م                           | عداء                        | مرتبة                       |
| 131                         | Jelle Johannink ‏            | 32                          |
| 132                         | Adam Ťoupalík ‏              | 38                          |
| 133                         | Axel Huens ‏                 | 21                          |
| 134                         | Hartthijs de Vries ‏         | 12                          |
| 135                         | Martijn Budding ‏            | 75                          |
| 136                         | نيكلاس بيديرسين ‏            | 43                          |
| 137                         | Tomáš Kopecký (cyclist) ‏    | 55                          |

| سبورت فلاندرين بالويس ‏ TFB | سبورت فلاندرين بالويس ‏ TFB | سبورت فلاندرين بالويس ‏ TFB |
| -------------------------- | -------------------------- | -------------------------- |
| م                          | عداء                       | مرتبة                      |
| 141                        | أليكس كولمان ‏              | لم يكمل السباق             |
| 142                        | Jasper Dejaegher ‏          | لم يبدأ                    |
| 143                        | Noah Vandenbranden ‏        | لم يكمل السباق             |
| 144                        | Dylan Vandenstorme ‏        | 59                         |
| 145                        | Yentl Vandevelde ‏          | 83                         |
| 146                        | Ward Vanhoof ‏              | 19                         |
| 147                        | Victor Vercouillie ‏        | لم يكمل السباق             |

| TotalEnergies TEN | TotalEnergies TEN  | TotalEnergies TEN |
| ----------------- | ------------------ | ----------------- |
| م                 | عداء               | مرتبة             |
| 151               | Lucas Boniface ‏    | 71                |
| 152               | Thomas Gachignard ‏ | 29                |
| 153               | لورينزو مانزين     | لم يكمل السباق    |
| 154               | Geoffrey Soupe ‏    | لم يكمل السباق    |
| 155               | أنتوني تورجيس      | 18                |
| 156               | Baptiste Vadic ‏    | لم يكمل السباق    |
| 157               | دريس فان جيستل     | 3                 |

| CIC U Nantes Atlantique ‏ UCN | CIC U Nantes Atlantique ‏ UCN | CIC U Nantes Atlantique ‏ UCN |
| ---------------------------- | ---------------------------- | ---------------------------- |
| م                            | عداء                         | مرتبة                        |
| 161                          | Maël Guégan ‏                 | 33                           |
| 162                          | Pierre-Henry Basset ‏         | 60                           |
| 163                          | Enzo Boulet ‏                 | لم يكمل السباق               |
| 164                          | Enzo Briand ‏                 | لم يكمل السباق               |
| 165                          | Antoine Hue ‏                 | 84                           |
| 166                          | Matisse Julien ‏              | 58                           |
| 167                          | Jon Rye-Johnsen ‏             | 85                           |

| Nice Métropole Côte d'Azur ‏ NMC | Nice Métropole Côte d'Azur ‏ NMC | Nice Métropole Côte d'Azur ‏ NMC |
| ------------------------------- | ------------------------------- | ------------------------------- |
| م                               | عداء                            | مرتبة                           |
| 171                             | Jonathan Couanon ‏               | 79                              |
| 172                             | Andrea Mifsud ‏                  | لم يكمل السباق                  |
| 173                             | Alexander Konijn ‏               | لم يكمل السباق                  |
| 174                             | Paul Hennequin ‏                 | 64                              |
| 175                             | Jean-Louis Le Ny ‏               | 68                              |
| 176                             | Noah Knecht‏                     | لم يبدأ                         |
| 177                             | Axel Narbonne-Zuccarelli ‏       | 87                              |

| إتش بي بي تي بي – أوبير 93 ‏ AUB | إتش بي بي تي بي – أوبير 93 ‏ AUB | إتش بي بي تي بي – أوبير 93 ‏ AUB |
| ------------------------------- | ------------------------------- | ------------------------------- |
| م                               | عداء                            | مرتبة                           |
| 181                             | Alexandre Delettre ‏             | 25                              |
| 182                             | Lucas Beneteau ‏                 | لم يكمل السباق                  |
| 183                             | Romain Cardis ‏                  | لم يكمل السباق                  |
| 185                             | Joris Delbove ‏                  | 36                              |
| 186                             | Jérémy Lecroq ‏                  | لم يكمل السباق                  |
| 187                             | Morné van Niekerk ‏              | 47                              |

| Van Rysel–Roubaix ‏ VRR | Van Rysel–Roubaix ‏ VRR | Van Rysel–Roubaix ‏ VRR |
| ---------------------- | ---------------------- | ---------------------- |
| م                      | عداء                   | مرتبة                  |
| 191                    | Rait Ärm ‏              | 54                     |
| 192                    | Kévin Avoine ‏          | 80                     |
| 193                    | Maxime Jarnet ‏         | 6                      |
| 194                    | ايمانويل مورين         | 16                     |
| 195                    | Valentin Tabellion ‏    | لم يكمل السباق         |
| 196                    | كيني مولي              | 81                     |
| 197                    | Norman Vahtra ‏         | لم يبدأ                |

| UAE Team Emirates UAD | UAE Team Emirates UAD | UAE Team Emirates UAD |
| --------------------- | --------------------- | --------------------- |
| م                     | عداء                  | مرتبة                 |
| 1                     | خوان سباستيان مولانو  | 77                    |
| 2                     | فيليبو بارونسيني      | لم يكمل السباق        |
| 3                     | مايكل فينك ‏           | 62                    |
| 4                     | António Morgado ‏      | 14                    |
| 5                     | إيفو أوليفيرا (طريق)  | لم يكمل السباق        |
| 6                     | Nils Politt ‏          | 39                    |
| 7                     | ألفارو هودج           | لم يكمل السباق        |

| Soudal Quick-Step SOQ | Soudal Quick-Step SOQ | Soudal Quick-Step SOQ |
| --------------------- | --------------------- | --------------------- |
| م                     | عداء                  | مرتبة                 |
| 11                    | يفيس لامارت           | 17                    |
| 12                    | Ayco Bastiaens ‏       | لم يكمل السباق        |
| 13                    | Gil Gelders ‏          | 74                    |
| 14                    | Pepijn Reinderink ‏    | لم يكمل السباق        |
| 15                    | Bert Van Lerberghe ‏   | لم يكمل السباق        |
| 16                    | Warre Vangheluwe ‏     | 69                    |
| 17                    | Jordi Warlop ‏         | لم يكمل السباق        |

| Team Jayco AlUla JAY | Team Jayco AlUla JAY           | Team Jayco AlUla JAY |
| -------------------- | ------------------------------ | -------------------- |
| م                    | عداء                           | مرتبة                |
| 21                   | ماكس والشيد                    | 45                   |
| 22                   | اموند جروندل يانسن             | 31                   |
| 23                   | Jan Maas (cyclist, born 1996) ‏ | 78                   |
| 24                   | Kelland O'Brien ‏               | 24                   |
| 25                   | Blake Quick ‏                   | 65                   |
| 26                   | Elmar Reinders ‏                | 46                   |

| Alpecin-Deceuninck ADC | Alpecin-Deceuninck ADC | Alpecin-Deceuninck ADC |
| ---------------------- | ---------------------- | ---------------------- |
| م                      | عداء                   | مرتبة                  |
| 31                     | Lars Boven ‏            | 51                     |
| 32                     | صموئيل غيز ‏            | لم يكمل السباق         |
| 33                     | Timo Kielich ‏          | 30                     |
| 34                     | Oscar Riesebeek ‏       | لم يكمل السباق         |
| 35                     | Fabio Van den Bossche ‏ | 76                     |
| 36                     | Stan Van Tricht ‏       | 42                     |
| 37                     | Simon Dehairs ‏         | 9                      |

| Arkéa-B&B Hotels ARK | Arkéa-B&B Hotels ARK | Arkéa-B&B Hotels ARK |
| -------------------- | -------------------- | -------------------- |
| م                    | عداء                 | مرتبة                |
| 41                   | Luca Mozzato ‏        | 27                   |
| 42                   | ألان ريو ‏            | لم يكمل السباق       |
| 43                   | أموري كابيو          | 10                   |
| 44                   | دانيال مكلاي         | لم يكمل السباق       |
| 45                   | Nicolas Milesi ‏      | لم يكمل السباق       |
| 46                   | ميشيل رييس           | لم يكمل السباق       |
| 47                   | Florian Dauphin ‏     | 57                   |

| Cofidis COF | Cofidis COF              | Cofidis COF    |
| ----------- | ------------------------ | -------------- |
| م           | عداء                     | مرتبة          |
| 51          | Stanisław Aniołkowski ‏   | 48             |
| 52          | بيت اليجارت              | 20             |
| 53          | Nolann Mahoudo ‏          | لم يكمل السباق |
| 54          | Christophe Noppe ‏        | 70             |
| 55          | Milan Fretin ‏            | 63             |
| 56          | Oliver Knight (cyclist) ‏ | لم يكمل السباق |
| 57          | ايمي دي جندت             | 8              |

| Decathlon-AG2R La Mondiale DAT | Decathlon-AG2R La Mondiale DAT | Decathlon-AG2R La Mondiale DAT |
| ------------------------------ | ------------------------------ | ------------------------------ |
| م                              | عداء                           | مرتبة                          |
| 61                             | سام بينيت                      | 11                             |
| 62                             | إيدفالد بواسون هاغن            | 37                             |
| 63                             | Jordan Labrosse ‏               | 41                             |
| 64                             | Paul Lapeira ‏                  | 72                             |
| 66                             | دامين توزي                     | لم يبدأ                        |
| 67                             | Baptiste Veistroffer ‏          | 49                             |

| Groupama-FDJ GFC | Groupama-FDJ GFC  | Groupama-FDJ GFC |
| ---------------- | ----------------- | ---------------- |
| م                | عداء              | مرتبة            |
| 71               | Lewis Askey ‏      | 53               |
| 72               | ستيفان كونغ       | 26               |
| 73               | Eddy Le Huitouze ‏ | 86               |
| 74               | Enzo Paleni ‏      | 67               |
| 75               | مارك ساريو        | لم يكمل السباق   |
| 76               | Matt Walls ‏       | لم يكمل السباق   |
| 77               | Titouan Fontaine ‏ | لم يكمل السباق   |

| Intermarché-Wanty IWA | Intermarché-Wanty IWA | Intermarché-Wanty IWA |
| --------------------- | --------------------- | --------------------- |
| م                     | عداء                  | مرتبة                 |
| 81                    | Huub Artz ‏            | 35                    |
| 82                    | Alexy Faure Prost ‏    | لم يكمل السباق        |
| 83                    | آرنه ماريت ‏           | 50                    |
| 84                    | هوغو بيج ‏             | 5                     |
| 85                    | أدريان بيتي           | لم يكمل السباق        |
| 86                    | Laurenz Rex ‏          | 15                    |
| 87                    | Tim Rex‏               | لم يكمل السباق        |

| بنجوال باوليز ساوكس دبليو بي ‏ BWB | بنجوال باوليز ساوكس دبليو بي ‏ BWB | بنجوال باوليز ساوكس دبليو بي ‏ BWB |
| --------------------------------- | --------------------------------- | --------------------------------- |
| م                                 | عداء                              | مرتبة                             |
| 91                                | Luca De Meester ‏                  | 82                                |
| 92                                | Cériel Desal ‏                     | 2                                 |
| 93                                | BEL                               | 66                                |
| 94                                | Jens Reynders ‏                    | 52                                |
| 95                                | Kenneth Van Rooy ‏                 | لم يكمل السباق                    |
| 96                                | Nathan Vandepitte ‏                | لم يكمل السباق                    |
| 97                                | Jelle Vermoote ‏                   | لم يكمل السباق                    |

| أوسكالتيل أوسكادي ‏ EUS | أوسكالتيل أوسكادي ‏ EUS    | أوسكالتيل أوسكادي ‏ EUS |
| ---------------------- | ------------------------- | ---------------------- |
| م                      | عداء                      | مرتبة                  |
| 101                    | جون ابرستوري              | لم يكمل السباق         |
| 102                    | Andoni López de Abetxuko ‏ | لم يكمل السباق         |
| 103                    | Xabier Berasategi ‏        | 73                     |
| 104                    | Xabier Isasa ‏             | 44                     |
| 105                    | James Fouché ‏             | 23                     |
| 106                    | Gotzon Martín ‏            | 34                     |
| 107                    | Unai Zubeldia ‏            | لم يكمل السباق         |

| Lotto Dstny LTD | Lotto Dstny LTD    | Lotto Dstny LTD |
| --------------- | ------------------ | --------------- |
| م               | عداء               | مرتبة           |
| 111             | ارنو دي لاي        | 4               |
| 112             | سيباستيان غرينيار ‏ | لم يكمل السباق  |
| 113             | Milan Menten ‏      | لم يكمل السباق  |
| 114             | Alec Segaert ‏      | 22              |
| 115             | Liam Slock ‏        | 28              |
| 116             | Lionel Taminiaux ‏  | 13              |
| 117             | برنت فان موير      | 7               |

| Q36.5 Pro Cycling Team ‏ Q36 | Q36.5 Pro Cycling Team ‏ Q36 | Q36.5 Pro Cycling Team ‏ Q36 |
| --------------------------- | --------------------------- | --------------------------- |
| م                           | عداء                        | مرتبة                       |
| 121                         | Xabier Azparren ‏            | لم يكمل السباق              |
| 122                         | Fabio Christen ‏             | 61                          |
| 123                         | Szymon Sajnok ‏              | 56                          |
| 124                         | Cyrus Monk ‏                 | 40                          |
| 125                         | ماتيو موشيتي                | لم يكمل السباق              |
| 126                         | Jannik Steimle ‏             | 1                           |
| 127                         | Nickolas Zukowsky ‏ (طريق)   | لم يكمل السباق              |

| Unibet Tietema Rockets ‏ TDT | Unibet Tietema Rockets ‏ TDT | Unibet Tietema Rockets ‏ TDT |
| --------------------------- | --------------------------- | --------------------------- |
| م                           | عداء                        | مرتبة                       |
| 131                         | Jelle Johannink ‏            | 32                          |
| 132                         | Adam Ťoupalík ‏              | 38                          |
| 133                         | Axel Huens ‏                 | 21                          |
| 134                         | Hartthijs de Vries ‏         | 12                          |
| 135                         | Martijn Budding ‏            | 75                          |
| 136                         | نيكلاس بيديرسين ‏            | 43                          |
| 137                         | Tomáš Kopecký (cyclist) ‏    | 55                          |

| سبورت فلاندرين بالويس ‏ TFB | سبورت فلاندرين بالويس ‏ TFB | سبورت فلاندرين بالويس ‏ TFB |
| -------------------------- | -------------------------- | -------------------------- |
| م                          | عداء                       | مرتبة                      |
| 141                        | أليكس كولمان ‏              | لم يكمل السباق             |
| 142                        | Jasper Dejaegher ‏          | لم يبدأ                    |
| 143                        | Noah Vandenbranden ‏        | لم يكمل السباق             |
| 144                        | Dylan Vandenstorme ‏        | 59                         |
| 145                        | Yentl Vandevelde ‏          | 83                         |
| 146                        | Ward Vanhoof ‏              | 19                         |
| 147                        | Victor Vercouillie ‏        | لم يكمل السباق             |

| TotalEnergies TEN | TotalEnergies TEN  | TotalEnergies TEN |
| ----------------- | ------------------ | ----------------- |
| م                 | عداء               | مرتبة             |
| 151               | Lucas Boniface ‏    | 71                |
| 152               | Thomas Gachignard ‏ | 29                |
| 153               | لورينزو مانزين     | لم يكمل السباق    |
| 154               | Geoffrey Soupe ‏    | لم يكمل السباق    |
| 155               | أنتوني تورجيس      | 18                |
| 156               | Baptiste Vadic ‏    | لم يكمل السباق    |
| 157               | دريس فان جيستل     | 3                 |

| CIC U Nantes Atlantique ‏ UCN | CIC U Nantes Atlantique ‏ UCN | CIC U Nantes Atlantique ‏ UCN |
| ---------------------------- | ---------------------------- | ---------------------------- |
| م                            | عداء                         | مرتبة                        |
| 161                          | Maël Guégan ‏                 | 33                           |
| 162                          | Pierre-Henry Basset ‏         | 60                           |
| 163                          | Enzo Boulet ‏                 | لم يكمل السباق               |
| 164                          | Enzo Briand ‏                 | لم يكمل السباق               |
| 165                          | Antoine Hue ‏                 | 84                           |
| 166                          | Matisse Julien ‏              | 58                           |
| 167                          | Jon Rye-Johnsen ‏             | 85                           |

| Nice Métropole Côte d'Azur ‏ NMC | Nice Métropole Côte d'Azur ‏ NMC | Nice Métropole Côte d'Azur ‏ NMC |
| ------------------------------- | ------------------------------- | ------------------------------- |
| م                               | عداء                            | مرتبة                           |
| 171                             | Jonathan Couanon ‏               | 79                              |
| 172                             | Andrea Mifsud ‏                  | لم يكمل السباق                  |
| 173                             | Alexander Konijn ‏               | لم يكمل السباق                  |
| 174                             | Paul Hennequin ‏                 | 64                              |
| 175                             | Jean-Louis Le Ny ‏               | 68                              |
| 176                             | Noah Knecht‏                     | لم يبدأ                         |
| 177                             | Axel Narbonne-Zuccarelli ‏       | 87                              |

| إتش بي بي تي بي – أوبير 93 ‏ AUB | إتش بي بي تي بي – أوبير 93 ‏ AUB | إتش بي بي تي بي – أوبير 93 ‏ AUB |
| ------------------------------- | ------------------------------- | ------------------------------- |
| م                               | عداء                            | مرتبة                           |
| 181                             | Alexandre Delettre ‏             | 25                              |
| 182                             | Lucas Beneteau ‏                 | لم يكمل السباق                  |
| 183                             | Romain Cardis ‏                  | لم يكمل السباق                  |
| 185                             | Joris Delbove ‏                  | 36                              |
| 186                             | Jérémy Lecroq ‏                  | لم يكمل السباق                  |
| 187                             | Morné van Niekerk ‏              | 47                              |

| Van Rysel–Roubaix ‏ VRR | Van Rysel–Roubaix ‏ VRR | Van Rysel–Roubaix ‏ VRR |
| ---------------------- | ---------------------- | ---------------------- |
| م                      | عداء                   | مرتبة                  |
| 191                    | Rait Ärm ‏              | 54                     |
| 192                    | Kévin Avoine ‏          | 80                     |
| 193                    | Maxime Jarnet ‏         | 6                      |
| 194                    | ايمانويل مورين         | 16                     |
| 195                    | Valentin Tabellion ‏    | لم يكمل السباق         |
| 196                    | كيني مولي              | 81                     |
| 197                    | Norman Vahtra ‏         | لم يبدأ                |

## التصنيف العام النهائي
| التصنيف العام         | التصنيف العام   | التصنيف العام                 | التصنيف العام | التصنيف العام |
| العداء                | العداء          | الفريق                        | الوقت         |               |
| --------------------- | --------------- | ----------------------------- | ------------- | ------------- |
| 1                     | Jannik Steimle ‏ | Q36.5 Pro Cycling Team ‏       | 4 س 40 د 31 ث |               |
| 2                     | Cériel Desal ‏   | بنجوال باوليز ساوكس دبليو بي ‏ | + 0 ث         |               |
| 3                     | دريس فان جيستل  | TotalEnergies                 | + 11 ث        |               |
| 4                     | ارنو دي لاي     | Lotto Dstny                   | + 11 ث        |               |
| 5                     | هوغو بيج ‏       | Intermarché-Wanty             | + 11 ث        |               |
| 6                     | Maxime Jarnet ‏  | Van Rysel–Roubaix ‏            | + 13 ث        |               |
| 7                     | برنت فان موير   | Lotto Dstny                   | + 15 ث        |               |
| 8                     | ايمي دي جندت    | Cofidis                       | + 1 د 06 ث    |               |
| 9                     | Simon Dehairs ‏  | Alpecin-Deceuninck            | + 1 د 09 ث    |               |
| 10                    | أموري كابيو     | Arkéa-B&B Hotels              | + 1 د 09 ث    |               |
|                       |                 |                               |               |               |
| مصدر: ProCyclingStats |                 |                               |               |               |

## وصلات خارجية
- الموقع الرسمي
- لمحة عن سباق جائزة دينين الكبرى 2024 على موقع  ProCyclingStats   (برو  سايكلنج  ستاتس) - إحصاءات  محترفي  الدراجات.
- جائزة دينين الكبرى 2024 على موقع إحصائيات الدراجات الإحترافية (الإنجليزية)